# Шалатін

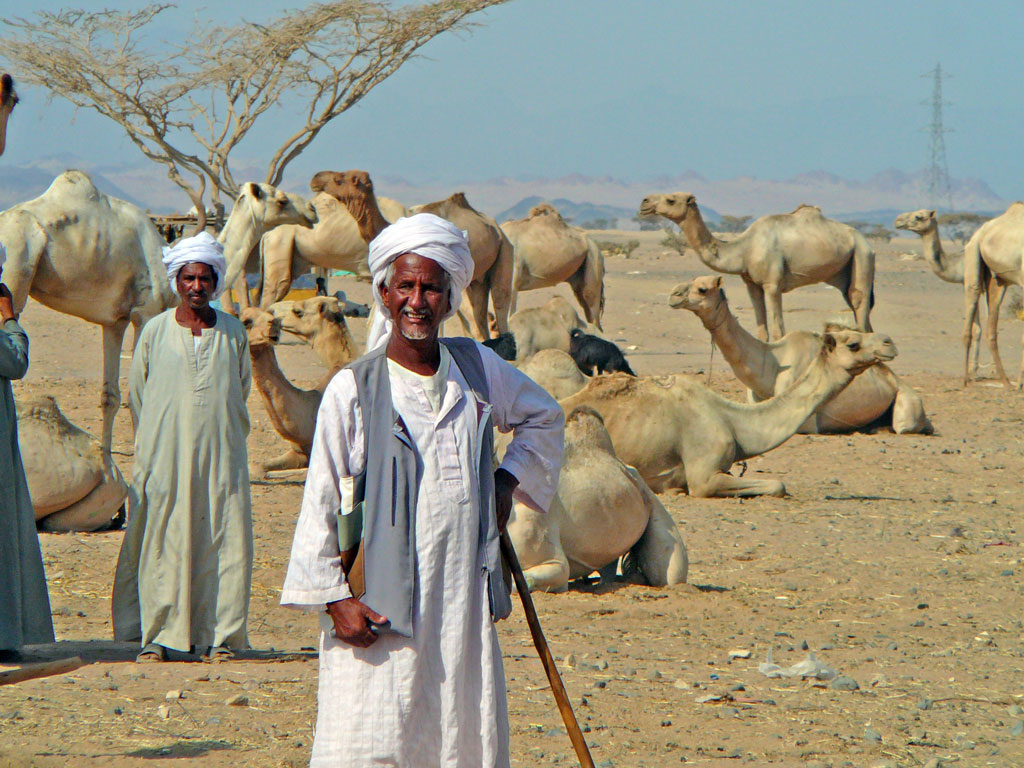
Панорама верблюдячого ринку Шалатіна

Шалатейн (араб. وشلاتين, Шалатін, Shalatin, Bir Shalatin, Alshalateen, Shalateen, Shatatein) — невелике єгипетське прибережне місто, розташоване на півдні провінції Червоне море, райцентр. Знаходиться на неспірній території Єгипту, але кордон Халаїбського трикутника йде буквально вздовж останньої (південної) його вулиці.

## Новітня історія
В 1990-ті рр. Шалатейн був де-факто прифронтовою територією, оскільки в Халаїбському трикутнику відбувалися сутички між двома арміями — Єгипту і Судану. У той час Шалатін і землі поруч з ним були закриті для іноземців. У 2000 році Судан вивів свої збройні сили з трикутника і силова фаза конфлікту була завершена. У 2005 році уряд Єгипту визнав можливим скасувати обмеження для іноземних туристів в Шалатін (із збереженням їх на сам трикутник), таким чином в даний час місто доступне для українців.

## Планування міста
Місто розділено на три райони, які розташовані відносно відособлено: сучасні житлові квартали, порт і старе місто з верблюдячим ринком. Сучасні житлові квартали мають вільне планування з великою відстанню між будинками, в багатьох місцях можна побачити написи не тільки по-арабськи, а й по-англійськи. Порт з кількома десятками рибальських шлюпок розташований приблизно за 3 км від сучасних житлових кварталів. В іншій стороні від житлових кварталів — старе місто з верблюдячим ринком.
У місті є адміністрація району (Марказит), кілька мечетей, поліція, нещодавно відкритий офіс міністерства туризму, пошта, два готелі, кілька кафе, АЗС.

## Верблюдячий ринок
Оскільки туристський сектор в Шалатіні тільки-тільки починає проявлятися, основним заняттям городян, крім рибальства, є торгівля верблюдами — дромедари. Така торгівля існувала в цьому місті століттями. Верблюди переганяються з сусіднього Судана, а також Еритреї. Два місцевих племен бедуїнів — Bisharin і Ababda (всього близько 300 сімей) за погодженням з Суданом в 2010-х пропускаються через кордон трохи південніше Шалатіна, і тільки вони можуть перетнути кордон там. Символ торговця верблюдами: автентична батіг і вигнутий ніж.
Верблюди все рідше й рідше рухаються своїм ходом, і все частіше їх везуть на вантажівках з великою кількістю тварин. В основному верблюди купуються на м'ясо. На ринку тварини розташовуються просто неба з прив'язаною одною передньою ногою, щоб не втекли. Верблюдячий ринок в Шалатіні — найбільший у Єгипті: в пік сезону тут відбуваються угоди на 1000 голів щодня. Ринок працює щоденно з сходу сонця, але по п'ятницях — тільки з полудня.

## Інші галузі економіки
Уряд провінції Червоного моря допомагає жителям Шалатіна. За останні роки на державні гроші тут було побудовано 500 будинків і працюють три нових електрогенератора. За державний рахунок відбувається навчання школярів.
Туризм знаходиться в зародковому стані. На верблюдячому ринку працюють тільки два павільйони з продажу сувенірів для туристів, при цьому продавці вкрай погано спілкуються по-англійськи. Місцеві жителі поки не звикли до туристів, тому при бажанні сфотографуватися з ними слід обов'язково запитати дозвіл, навіть у чоловіків. Публічне вживання алкоголю, яке заборонено ісламськими законами, може накликати на туриста неприємності.

## Транспорт
Через Шалатін щодня проходить 5 пар автобусів лінії Марса-Алам — Халаїб.

## Клімат
| Клімат міста              | Клімат міста | Клімат міста | Клімат міста | Клімат міста | Клімат міста | Клімат міста | Клімат міста | Клімат міста | Клімат міста | Клімат міста | Клімат міста | Клімат міста | Клімат міста |
| Показник                  | Січ.         | Лют.         | Бер.         | Квіт.        | Трав.        | Черв.        | Лип.         | Серп.        | Вер.         | Жовт.        | Лист.        | Груд.        |              |
| Середній максимум, °C     | 25,5         | 26,5         | 28,3         | 31,7         | 34,7         | 36,5         | 37,4         | 37,4         | 36,1         | 33,9         | 30,4         | 26,8         |              |
| Середня температура, °C   | 19,7         | 20,4         | 22,2         | 25,3         | 28,5         | 30           | 31,3         | 31,5         | 30,2         | 28,1         | 24,7         | 21,3         |              |
| Середній мінімум, °C      | 14           | 14,3         | 16,1         | 18,9         | 22,4         | 23,6         | 25,3         | 25,6         | 24,4         | 22,3         | 19,1         | 15,8         |              |
| Норма опадів, мм          | 0            | 0            | 0            | 1            | 0            | 0            | 0            | 0            | 0            | 2            | 9            | 2            |              |
| ------------------------- | ------------ | ------------ | ------------ | ------------ | ------------ | ------------ | ------------ | ------------ | ------------ | ------------ | ------------ | ------------ | ------------ |
| Джерело: Climate-Data.org |              |              |              |              |              |              |              |              |              |              |              |              |              |